# The Weirdness
The Weirdness je čtvrté studiové album americké rockové skupiny The Stooges, vydané v březnu 2007 u vydavatelství Virgin Records. Nahráno bylo v říjnu předchozího roku ve studiu Electrical Audio Studios v Chicagu. Jde o jejich první album od roku 1973, kdy vyšlo Raw Power.

## Seznam skladeb
| Pořadí         | Název                   | Délka |
| -------------- | ----------------------- | ----- |
| 1.             | Trollin'                | 3:05  |
| 2.             | You Can't Have Friends  | 2:22  |
| 3.             | ATM                     | 3:15  |
| 4.             | My Idea of Fun          | 3:17  |
| 5.             | The Weirdness           | 3:45  |
| 6.             | Dree & Freaky           | 2:39  |
| 7.             | Greedy Awful People     | 2:07  |
| 8.             | She Took My Money       | 3:48  |
| 9.             | The End of Christianity | 4:19  |
| 10.            | Mexican Guy             | 3:29  |
| 11.            | Passing Cloud           | 4:04  |
| 12.            | I'm Fried               | 3:44  |
| Celková délka: | Celková délka:          | 40:04 |

## Obsazení
The Stooges
- Iggy Pop – zpěv
- Ron Asheton – kytara
- Mike Watt – baskytara
- Scott Asheton – bicí

Ostatní hudebníci
- Steve Mackay – saxofon
- Brendan Benson – doprovodné vokály v „Free & Freaky“